# Недокошений лан. Пам'яті Івана Миколайчука
Недокошений лан. Пам'яті Івана Миколайчука — український документальний фільм про Івана Миколайчука.

## Інформація про фільм
«Чи не кожен шанувальник українського мистецтва одразу впізнає очі Івана Миколайчука, навіть мимохідь побачивши їх на екрані. Великий актор багато встиг зробити, проте за сприятливіших обставин він міг би здійснити набагато більше. Але й ті образи, які він встиг втілити в кінострічках, запали в душу глядачам, стали значним надбанням нашої культури. Іван Миколайчук усе свідоме життя мріяв зняти фільм без жодного слова, в якому звучала б тільки музика. Музика його мистецтва вічно звучатиме у наших серцях.» (із анотації до фільму)